# V336 Весов
V336 Весов (лат. V336 Librae) — одиночная переменная звезда в созвездии Весов на расстоянии (вычисленном из значения параллакса) приблизительно 13762 световых лет (около 4219 парсеков) от Солнца. Видимая звёздная величина звезды — от +13,7m до +13,1m.

## Характеристики
V336 Весов — пульсирующая переменная звезда типа RR Лиры (RRC).